# يوكاري تامورا
يوكاري تامورا (田村ゆかり تامورا يوكاري) هي مؤدية أصوات يابانية ولدت في 27 فبراير 1976 في محافظة فوكوكا.

## أدوارها في الأنمي

### مسلسلات أنمي تلفزيونية
- طاغية الحب - مافورو
- ناروتو - تنتن
- ناروتو شيبودن - تنتن
- روك لي وأصدقائه النينجا - تنتن
- الفتاة الساحرة ليريكال نانوها - نانوها تاكاماتشي
- ذا سول تيكر - أسوكا ساكوراي
- سكرايد - كانامي يوتا
- هيرويك إيج - تيل
- كانون 2002 - ماي كاواسومي
- كانون 2006 - ماي كاواسومي
- هواء - ميتشيرو
- كلاند - مي سونوهارا
- كلاند بعد القصة - مي سونوهارا
- مونوكروم فاكتور - لولو
- ناباري نو أو - شينرابانشو
- نادي مضيفي ثانوية أوران - إيكلير تونير
- i-wish you were here- - آي
- عندما تبكي حشرة الليل - ريكا فورودي
- عندما تبكي حشرة الليل: الحل - ريكا فورودي
- عندما تبكي حشرة الليل: الكارما - ريكا فورودي
- الخادم الأسود - إليزابيث ميدلفورد
- الخادم الأسود 2 - إليزابيث ميدلفورد
- الخادم الأسود Book of Circus - إليزابيث ميدلفورد
- سولتي راي - سيليكا يايوي
- شاكوغان نو شانا - تيرييل
- عندما تبكي النوارس - بيرنكاستيل
- كامبفر - سيبّوكو كورو أوساغي
- كاتاناغاتاري - توغامي
- Please Teacher! - إيتشيغو مورينو
- B غاتا H كيه - يامادا
- رايلغان معينة خاصة بالعلم - ميهو جوفوكو
- أختي لا يمكن لها أن تكون بهذه الظرافة - ميرورو (ساحرة شظايا النجوم ميرورو), كاناكو كوروسو، كورارا هوشينو
- أختي لا يمكن لها أن تكون بهذه الظرافة. - ميرورو (ساحرة شظايا النجوم ميرورو), كاناكو كوروسو، كورارا هوشينو
- إكس-من - هيساكو إيتشيكي
- بن تو - كيو ساواغي
- كيل لا كيل - نوي هاريمي
- أكامي غا كيل! - ماين
- فوؤن إيشين دايشوغن - تشيهارو
- سأتحول إلى فتاة تسريحة الذيلين! - ميغا نيبتون Mk.II
- كروس آنج: رقصة الملاك والتنين - هيلدا شليفوغت
- خليلة (مؤقتة) - ساتورو كيميشيما
- شيروباكو - سوما
- غوغوري! كوكوري-سان - الراوية
- آيدولماستر زينوغلوسيا - إيوري ميناسي
- متاعب سايكي كوسوؤو - تشيو يوميهارا
- فرسان الخيال - ذات الرداء الأحمر
- لوست سونغ - فينيس
- ري:بداية الحياة في عالم آخر من نقطة الصفر - بريسيلا بارييل

### أوفا أنمي
- لوحة كوزيت - كاوري نيشيموتو
- عندما تبكي حشرة الليل: الامتنان - ريكا فورودي

### أفلام أنمي
- فيلم ناروتو شيبودن: إرادة النار - تنتن

## أدوارها في ألعاب الفيديو
- ناروتو: باورفل شيبودن - تنتن
- ناروتو شيبودن: ألتيميت نينجا ستورم ريفولوشن - تنتن
- ناروتو شيبودن: ألتيميت نينجا ستورم 4 - تنتن
- بروجكت X زون - مي كوريوجي
- خليلة (مؤقتة) - ساتورو كيميشيما
- ناين آورز، ناين بيرسونز، ناين دورز - كلوفر
- زيرو إسكيب: فيرتشوز لاست ريوارد - كلوفر
- بليد آركوس فروم شاينينغ - ميستي
- ميجا مان 11 - باونس مان
- أختي لا يمكن لها أن تكون بهذه الظرافة بورتبل - كاناكو كوروسو
- «أختي لا يمكن لها أن تكون بهذه الظرافة بورتبل» لا يمكن لها أن تستمر - كاناكو كوروسو
- أختي لا يمكن لها أن تكون بهذه الظرافة: النهاية السعيدة - كاناكو كوروسو
- ديسغايا 2 - روزالين

## وصلات خارجية
- يوكاري تامورا على موقع IMDb (الإنجليزية)
- يوكاري تامورا على موقع ميوزك برينز (الإنجليزية)
- يوكاري تامورا على موقع ديسكوغز (الإنجليزية)
- يوكاري تامورا على موقع قاعدة بيانات الفيلم (الإنجليزية)
- يوكاري تامورا على موقع ANN person (الإنجليزية)